# Hervé Grull
Hervé Grull, né le 20 juillet 1984 à Méru, est un acteur français spécialisé dans le doublage.
Il est le frère de Pascal Grull, également acteur.

## Biographie
Né en 1984, Hervé Grull étudie à l'École des enfants du spectacle avec son frère Pascal.
En 1991, à l'âge de sept ans, il effectue son premier doublage dans le film Hook ou la Revanche du capitaine Crochet. Il est aujourd'hui une des voix françaises de Michael Cera, John Robinson, Evan Peters (notamment dans American Horror Story) ainsi que de Chandler Riggs (Carl Grimes) dans The Walking Dead et Dylan O'Brien (Stiles Stilinski) dans Teen Wolf. 
Dans l'animation, il est également connu pour être la voix de Tag dans la série d'animation Foot 2 rue, de Silver de la série de jeux vidéo Sonic the Hedgehog, de Changelin dans les séries d'animation Teen Titans et de Zak Storm dans la série éponyme.

## Filmographie
- 1995 : Facteur VIII d'Alain Tasma : Thierry

## Doublage
Sources : RS Doublage, Planète Jeunesse, Doublage Séries Database et AnimeNewsNetwork.
Note : Les dates inscrites en italique correspondent aux sorties initiales des films dont Hervé Grull a assuré le redoublage ou le doublage tardif.

### Cinéma

#### Films
- Michael Cera dans :
  - Juno (2007) : Paulie Bleeker
  - Une nuit à New York (2008) : Nick
  - L'An 1 : Des débuts difficiles (2009) : Oh
  - Scott Pilgrim (2010) : Scott Pilgrim
  - Barbie (2023) : Allan

- John Robinson dans :
  - Elephant (2003) : John McFarland
  - Les Seigneurs de Dogtown (2005) : Stacy Peralta
  - Transformers (2007) : Miles

- Anton Yelchin dans :
  - Le Prince de Greenwich Village (2004) : Tommy
  - Odd Thomas contre les créatures de l'ombre (2013) : Odd Thomas
  - Anarchy: Ride or Die (2014) : Cloten

- Thomas Mann dans :
  - Hansel et Gretel : Witch Hunters (2013) : Benjamin « Ben » Wosser
  - Brain on Fire (2016) : Stephen
  - Au pays des habitudes (2018) : Preston

- Kanata Hongō dans :
  - Fullmetal Alchemist (2017) : Envy
  - Fullmetal Alchemist : La Vengeance de Scar (2022) : Envy
  - Fullmetal Alchemist : La dernière alchimie (2022) : Envy

- Nico Hiraga dans :
  - Booksmart (2019) : Tanner
  - Moxie (2021) : Seth
  - Hello, adieu, et nous au milieu (2022) : Scotty

- Eric Lloyd dans :
  - Drôles de fantômes (1993) : Thomas Reilly à 7 ans
  - Dunston : Panique au palace (1995) : Kyle Grant

- Miko Hughes dans :
  - Freddy sort de la nuit (1994) : Dylan Porter
  - Apollo 13 (1995) : Jeffrey Lovell

- Connor Paolo dans :
  - World Trade Center (2006) : Steven McLoughlin
  - Friend Request (2016) : Kobe

- 1972 : Bad Company : Arthur Simms (Jerry Houser)
- 1972[7] : Les rebelles viennent de l'enfer : Arthur Simms (Jerry Houser)
- 1987[8] : The Monster Squad : Rudy Halloran (Ryan Lambert)
- 1993 : Denis la Malice : Denis Mitchell (Mason Gamble)
- 1993 : Un monde parfait : Cleveland (Kevin Jamal Woods)
- 1993 : L'Affaire Karen McCoy : Patrick (Zach English)
- 1993 : Un faux mouvement : Byron Walker (Robert Anthony Bell)
- 1994 : Forrest Gump : Forrest Gump Jr. (Haley Joel Osment)
- 1994 : Les Chenapans : Porky (Zachary Mabry)
- 1994 : Dumb and Dumber : Billy (Brady Bluhm)
- 1994 : Miracle sur la 34e rue : Daniel (Mark Damiano II)
- 1995 : Halloween 6 : Danny Strode (Devin Gardner)
- 1995 : Planète hurlante : David (Michael Caloz)
- 1995 : Groom Service : Juancho (Danny Verduzco)
- 1996 : Le Fan : Richie Renard (Andrew J. Ferchland)
- 1996 : Larry Flynt : Jimmy à 8 ans (Ryan Post)
- 1996 : Escroc malgré lui : Joey McKinney (Seth Mumy)
- 1997 : Petit Poucet l'espiègle : Theodore "Beaver" Cleaver (Cameron Finley)
- 1997 : Casper, l'apprenti fantôme : Casper (Jeremy Foley) (voix)
- 1998 : Baseketball : Joe « Coop » Cooper jeune (Justin Chapman)
- 1998 : Casses en tous genres : Bernie Gayle Jr. (Michael Schmidt)
- 1999 : Allô, la police ? : Dudley enfant (Dyllan Christopher)
- 2000 : Beethoven 3 : Brennan Newton (Joe Pichler)
- 2001 : La Gardienne des secrets : David (David Gallagher)
- 2003 : Master and Commander : De l'autre côté du monde : Calamy (Max Benitz)
- 2004 : Thunderbirds : Gordon Tracy (Ben Torgersen)
- 2005 : Mortuary de Tobe Hooper : Grady (Rocky Marquette)
- 2005 : Sky High : L'École fantastique : Ethan (Dee Jay Daniels)
- 2005 : Saw II : Daniel Matthews (Erik Knudsen)
- 2005 : American Pie : No limit ! : Derek (Matt T. Baker)
- 2007 : Evan tout-puissant : Dylan Baxter (Johnny Simmons)
- 2007 : Black Snake Moan : Lincoln (Neimus K. Williams)
- 2008 : Comme Cendrillon 2 : Dustin / Funk (Marcus T. Paulk)
- 2008 : Sexy Dance 2 : Monster (Luis Rosado)
- 2008 : Drillbit Taylor, garde du corps : Wade (Nate Hartley)
- 2008 : Keith : Keith Zetterstrom (Jesse McCartney)
- 2008 : Dance of the Dragon : Tae Kwon (Jang Hyuk)
- 2009 : Nowhere Boy : George Harrison (Sam Bell)
- 2009 : Jonas Brothers : Le Concert événement : lui-même (Joe Jonas)
- 2010 : Shank : Junior (Kedar Williams-Stirling)
- 2011 : Attack the Block : Pest (Alex Esmail)
- 2011 : Super 8 : voix additionnelles
- 2011 : Husk : Scott (Devon Graye)
- 2011 : Les Winners : Stemler (David W. Thompson)
- 2013 : My Movie Project : Nathan (Jimmy Bennett)
- 2013 : La Stratégie Ender : Bernard (Conor Carroll)
- 2013 : Joe : Gary (Tye Sheridan)
- 2013 : The Chase : Nano (Christian Mulas)
- 2015 : Adaline : William Jones jeune (Anthony Ingruber)
- 2015 : Cœur de dragon 3 : La Malédiction du sorcier : Kalin (Harry Lister Smith)
- 2015 : Projet Almanac : Adam Lee (Allen Evangelista)
- 2015 : Manuel de survie à l'apocalypse zombie : Carter Grant (Logan Miller)
- 2016 : Jadotville : le lieutenant John Donnelly (Jordan Mifsud)
- 2017 : I Wish : Faites un vœu : Tyler (Alexander Nunez)
- 2017 : Escale à trois : Demerius (Roark Critchlow)
- 2018 : Love, Simon : Ethan (Clark Moore)
- 2018 : Action Point : Ziffel (Johnny Pemberton)
- 2018 : Détective Dee 3 : La Légende des Rois célestes : Zhong Shatuo (Kenny Lin)
- 2018 : Mon premier combat : Jamal (Travis Raeburn)
- 2018 : Ibiza : Peter (Anthony Welsh)
- 2018 : American Animals : Warren Lipka (Evan Peters)
- 2018 : Black Mirror: Bandersnatch : Stefan Butler (Fionn Whitehead)
- 2021 : Des vies froissées (tr) : ? (?)
- 2021 : Hannes : Moritz (Leonard Scheicher)
- 2021 : Ohana ou le trésor caché : Ryan (Ryan Higa)
- 2021 : The Power of the Dog : ? (?)
- 2022 : Le Secret de la cité perdue : ? (?)
- 2022 : I Came By : Jameel « Jay » Agassi (Percelle Ascott)
- 2023 : Kill Bok-soon : Yoon-seok (Jang In-sub)
- 2023 : Il était une fois... un crime (en) : ? (?)
- 2023 : Mixed by Erry (it) : Angelo Frattasio (Emanuele Palumbo)
- 2024 : Arcadian : Thomas (Maxwell Jenkins)

#### Films d'animation
- 1987[9] : Pinocchio et l'Empereur de la Nuit : un jeune garçon
- 1988[10] : Akira : Yamagata
- 1994 : Poucelina : Gnatty
- 1994 : Le Septième Petit Frère : Bobo (Vacak/Tiny)
- 1996[11] : La Revanche de la Reine des neiges (en) : Dimly
- 1997 : Fifi Brindacier : un enfant
- 1998 : Batman et Mr. Freeze : Subzero : Koonak
- 2003 : Sinbad : La Légende des sept mers : voix additionnelles
- 2004 : Les Indestructibles : voix additionnelles
- 2006 : Teen Titans: Trouble in Tokyo : Changelin
- 2008 : Next Avengers: Heroes of Tomorrow : Azari
- 2011 : Le Tableau : voix additionnelles
- 2011 : Freddy, tête de crapaud (da) : Victor
- 2012 : Les Pirates ! Bons à rien, mauvais en tout : le pirate albinos
- 2012 : L'Âge de glace 4 : La Dérive des continents : Louis
- 2012 : Les Enfants loups, Ame et Yuki : Ame
- 2012 : Clochette et le Secret des fées : Scribouille
- 2014 : Patéma et le monde inversé : Porta
- 2015 : Clochette et la Créature légendaire : Scribouille
- 2015 : Batman Unlimited : Monstrueuse Pagaille : Gogo Shoto, l'homme déguisé en Batman, le jeune fan et le jeune policier
- 2016 : La Ligue des justiciers vs. les Teen Titans : Garfield Logan/Beast Boy
- 2017 : Teen Titans: The Judas Contract : Garfield Logan/Beast Boy
- 2018 : Teen Titans Go! le film : Changelin
- 2018 : Dragon Ball Super: Broly : Leek
- 2018 : La Bataille géante de boules de neige 2 : L'Incroyable Course de luge : Pierre
- 2022 : Les Murs vagabonds : Noppo
- 2024 : Baki Hanma vs Kengan Ashura : Baki Hanma
- 2024 : Haikyū!! : La Guerre des poubelles : Morisuke Yaku[12]

### Télévision

#### Téléfilms
- 2003 : Drôles de vacances : Larry Beale (Ty Hodges (en))
- 2003 : À nous de jouer (en) : Ben Swartz (Sean Marquette (en))
- 2004 : Jack (en) : Jack (Anton Yelchin)
- 2006 : Wendy Wu : Peter Wu (Justin Chon)
- 2008 : Camp Rock : Shane Gray (Joe Jonas)
- 2008 : Mon protégé : Jeremy Rander (Erik Knudsen)
- 2009 : Bobby, seul contre tous : Bobby Griffith (Ryan Kelley)
- 2009 : Des mains en or : ? (?)
- 2011 : La Vidéo de la honte : Jared Fostmeyer (Blaise Embry (en))
- 2012 : Mon amour de colo : Luke jeune (Keenan Tracey (de))
- 2013 : Le Pacte des tricheuses : Scott Mulvaney (Cory Kahane)
- 2013 : Arnaque à la carte : Griffin Bing (Noah Crawford (en))
- 2013 : Nicky Deuce : Tommy (Cassius Crieghtney)
- 2014 : La Cerise sur le gâteau de mariage : Michael Breakstone (Shaun Sipos)
- 2014 : Au cœur de la tempête : Ethan (Nicholas Duncan)
- 2014 : Ma parole contre la leur : Lee Matters (Brett Wyman)
- 2015 : Guerre froide sous les tropiques : Jochen (Sven Gielnik (de))
- 2016 : Deux vies, un espoir : Frank Regener (Valentino Fortuzzi (de))
- 2020 : Le Jour où ma fille a été enlevée : Eric (Rahul Abburi)

#### Séries télévisées
- Shaun Sipos dans (5 séries) :
  - Les Sauvages (2004-2005) : Jack Savage (19 épisodes)
  - Shark (2007-2008) : Trevor Boyd (7 épisodes)
  - Melrose Place : Nouvelle Génération (2009-2010) : David Breck (18 épisodes)
  - Life Unexpected (2010-2011) : Eric Daniels (12 épisodes)
  - Dark Matter (2016) : Devon Taltherd (7 épisodes)

- Anton Yelchin dans :
  - FBI : Portés disparus (2003) : Johnny Atkins (saison 2, épisode 1)
  - New York Police Blues (2004) : Evan Grabber (saison 11, épisode 13)
  - New York, section criminelle (2006) : Keith Tyler (saison 6, épisode 2)

- Jesse McCartney dans :
  - Summerland (2004-2005) : Bradin Westerly (26 épisodes)
  - New York, unité spéciale (2008) : Max Matarazzo (saison 10, épisode 6)
  - American Wives (2013) : le soldat Tim Truman (10 épisodes)

- David Gallagher dans :
  - Sept à la maison (2001-2002) : Simon Camden (2e voix, saison 5)
  - Smallville (2009) : Zan (saison 9, épisode 8)

- Jonathan Taylor Thomas dans :
  - Smallville (2002) : Ian Randall (saison 2, épisode 9 et saison 3, épisode 9)
  - Veronica Mars (2004) : Ben (saison 1, épisode 18)

- Penn Badgley dans :
  - Do Over : Retour vers le passé (2002-2003) : Joel Larsen (15 épisodes)
  - La Famille Carver (2004-2005) : Sam Tunney (13 épisodes)

- Dan Byrd dans :
  - Salem (2004) : Mark Petrie (mini-série)
  - Aliens in America (2007-2008) : Justin Tolchuk (18 épisodes)

- Andrew James Allen dans :
  - Bones (2007) : Jason Harkness (saison 3, épisode 1)
  - Esprits criminels (2012) : Josh Moore (saison 8, épisode 8)

- Mitch Hewer dans :
  - Skins (2007-2008) : Max « Maxxie » Oliver (19 épisodes)
  - Britannia High (2008) : Danny Miller (9 épisodes)

- Wilson Bethel dans :
  - Generation Kill (2008) : le caporal Evan « Q-Tip » Stafford (mini-série)
  - Esprits criminels (2016) : Randy Jacobs (saison 11, épisode 13)

- Scott « Kid Cudi » Mescudi dans :
  - Les Frères Scott (2010) : lui-même (saison 8, épisode 10)
  - How to Make It in America (2010-2011) : Domingo Dean (16 épisodes)

- Evan Peters dans :
  - Mentalist (2010) : Olivier McDaniel (saison 2, épisode 21)
  - American Horror Story (2011-2021) : Tate Langdon (saison 1, 12 épisodes et saison 8, épisode 6), Kit Walker (saison 2, 13 épisodes), Kyle Spencer (saison 3, 11 épisodes), Jimmy Darling (saison 4, 13 épisodes), James Patrick March (saison 5, 10 épisodes et saison 8, épisode 4), Edward Philipe Mott (saison 6, épisode 5), Rory Monahan (saison 6, 3 épisodes), Kai Anderson (saison 7, 11 épisodes), Andy Warhol (saison 7, épisode 7), Marshall Applewhite, David Koresh, Jim Jones et Jésus (saison 7, épisode 9), Charles Manson (2 épisodes), Malcolm Gallant (saison 8, 4 épisodes), Jeff Pfister (saison 8, 3 épisodes) et Austin Sommers (saison 10, 5 épisodes)
  - Pose (2018) : Stan Bowes (8 épisodes)

- Jesse Rath dans :
  - Defiance (2013-2015) : Alak Tarr (24 épisodes)
  - No Tomorrow (2016-2017) : Timothy Finger (13 épisodes)

- Chandler Riggs dans :
  - The Walking Dead (2014-2018) : Carl Grimes (2e voix, saisons 4 à 8)
  - A Million Little Things (2019) : Patrick « PJ » Nelson (9 épisodes)

- Michael Cera dans :
  - Wet Hot American Summer: First Day of Camp (2015) : Jim Stansel (mini-série)
  - Black Mirror (2023) : Michael Cera (saison 6, épisode 1)

- Maxwell Acee Donovan dans :
  - That '90s Show (2023-2024) : Nate
  - Complicités (2025) : Ethan Macintosh (mini-série)

- 1996-2001 : Troisième planète après le Soleil : Tommy Solomon (Joseph Gordon-Levitt) (131 épisodes)
- 1996-2001 : Moesha : Dorian « D-Money » Long (William Ray « Ray J » Norwood Jr.) (47 épisodes)
- 1997 : Buffy contre les vampires : Billy Palmer (Jeremy Foley) (saison 1, épisode 10)
- 1997 : Chair de poule : voix additionnelles
- 1997-1998 : Michael Hayes : Daniel Hayes Jr. (Jimmy Galeota) (21 épisodes)
- 1998-2000 : Les Aventures fantastiques d'Allen Strange (en)[13] : Hamilton Gerrigan (Ethan Glazer)
- 1999 : Le Vent de l'aventure (de)[14] : Lucas Röders (Maxi Villwock) (39 épisodes)
- 2000 : La Guerre des Stevens : Curtis (Chris Marquette) (saison 1, épisode 15)
- 2000 : La Tribu : Jack (Michael Wesley-Smith (en))
- 2000-2001 : Friends : Ben Geller (Cole Sprouse) (7 épisodes)
- 2001 : Lizzie McGuire : lui-même (Aaron Carter) (saison 1, épisode 7)
- 2001-2002 : Totalement jumelles : Larry Slotnick (Jesse Head) (26 épisodes)
- 2001-2002 : Pasadena : Mason McAllister (Chris Marquette) (13 épisodes)
- 2001-2004 : New York, unité spéciale : Tyler Blake (Ian Cronin) (saison 3, épisode 3) et Jake O'Hara (Jordan Garrett (en)) (saison 6, épisode 6)
- 2001-2009 : Degrassi : La Nouvelle Génération : Tobias « Toby » Isaacs (Jake Goldsbie) (120 épisodes)
- 2002 : Guenièvre Jones : Spencer Huang (Aljin Abella (en))
- 2002 : Sept à la maison : Jake Davis (Oliver Adams) (5 épisodes)
- 2003-2004 : New York Police Blues : Michael Woodruff (Andre Jamal Kinney) (10 épisodes)
- 2003-2009 : Urgences : Alex Taggart (Oliver Davis puis Dominic Janes (en)) (43 épisodes)
- 2003-2020 : NCIS : Enquêtes spéciales : l'officier Gomez (Eddie Diaz) (saison 1, épisode 6) et Leroy Jethro Gibbs jeune (Sean Harmon) (7 épisodes)
- 2004 : Les Experts : Gavin « Rex » Lane (Seth Gabel) (saison 5, épisode 7)
- 2004-2005 : Malcolm : Hanson (Danny McCarthy) (5 épisodes)
- 2004-2006 : Le Monde de Tracy Beaker (en) : Crash (Darragh Mortell (en)) (65 épisodes)
- 2004-2007 : Ned ou Comment survivre aux études : Crony (Teo Olivares) (44 épisodes) et Seth Powers (Alex Black) (32 épisodes)
- 2005-2007 : La Guerre à la maison : Lawrence « Larry » Gold (Kyle Sullivan) (44 épisodes)
- 2005-2007 : FBI : Portés disparus : Malcolm (Jessie T. Usher) (saison 3, épisode 14) et Owen Rawlings (James Immekus) (saison 5, épisode 12)
- 2005-2009 : Tout le monde déteste Chris : Joey Caruso (Travis T. Flory (en)) (54 épisodes)
- 2006 : 24 Heures chrono : Derek Huxley (Brady Corbet) (6 épisodes)
- 2006 : Génial Génie : Harold (James Bellamy) (saison 1, épisode 2)
- 2006-2007 : Derek : Tinker (Michael Kanev) (3 épisodes)
- 2006-2007 : SMS, des rêves plein la tête : Javi Llorens (Mario Casas) (184 épisodes)
- 2006-2009 : Makaha Surf : Kurt « Shoe » Shoemaker (Jason Tam (en)) (35 épisodes)
- 2006-2013 : Bones : Carter (Scotty Leavenworth) (saison 2, épisode 3) et Zane Reynolds (Beau Knapp) (saison 8, épisode 24)
- 2006-2014 : Supernatural : Ed Zeddmore (A. J. Buckley) (5 épisodes)
- 2007 : Cold Case : Affaires classées : Billy Takahashi (David Huynh) (saison 5, épisode 11)
- 2007 : Cape Wrath : Mark Brogan (Harry Treadaway) (8 épisodes)
- 2007-2010 : My Spy Family : Spike Bannon (Joe Tracini (en)) (38 épisodes)
- 2007-2012 : Les Experts : Miami : Kyle Harmon, le fils d'Horatio Caine (Evan Ellingson)[15] (18 épisodes)
- 2008 : Swingtown : Bruce « B.J. » Miller Jr. (Aaron Christian Howles (en)) (13 épisodes)
- 2009 : Scrubs : Howie (Todd Bosley) (saison 8)
- 2009 : Affaires de famille : Dakota Toyota (Brandon Craggs) (22 épisodes)
- 2009 : New York, police judiciaire : Tom Johnson (Cole Escola (en)) (saison 20, épisode 4)
- 2009 : Nip/Tuck : Dr Raj Paresh (Adhir Kalyan) (saison 5)
- 2009-2010 : Smallville : Stuart Campbell (Ryan McDonell) (saison 9)
- 2009-2020 : Modern Family : Dylan Marshall (Reid Ewing) (52 épisodes)
- 2010 : The Pacific : Jay De L'Eau (Dylan Young) (mini-série)
- 2010 : Ghost Whisperer : Mike Walker (Nick Eversman) (saison 5, épisode 12)
- 2010 : En analyse : Jesse D'Amato (Dane DeHaan) (7 épisodes)
- 2010-2011 : Physique ou Chimie : Álvaro (Alex Batllori) (30 épisodes)
- 2010-2011 : Big Love : Gary Embry (Cody Klop) (7 épisodes)
- 2011 : Terra Nova : Josh Shannon (Landon Liboiron) (13 épisodes)
- 2011 : Neverland : Fox (Lorn Macdonald (en)) (mini-série)
- 2011 : Skins : Stanley Lucerne (Daniel Flaherty) (10 épisodes)
- 2011 : Body of Proof : Chuck Foster (John Magaro) (saison 1, épisode 8)
- 2011 : Ange ou Démon : Tony (Pablo Orteu) (22 épisodes)
- 2011-2013 : Supah Ninjas : Connor (Brandon Soo Hoo) (8 épisodes)
- 2011-2015 : Jessie : Tony Chiccolini (Chris Galya) (23 épisodes)
- 2011-2017 : Teen Wolf : Stiles Stilinski (Dylan O'Brien) (92 épisodes)
- 2011-2021 : C'est moi le chef ! : Kyle Anderson (Christoph Sanders) (186 épisodes)
- 2012 : Continuum : Hoyt (Wes Mack (en)) (saison 1, épisode 9)
- 2012 : Hollywood Heights : Tyler Rorke (Justin Wilczynski) (35 épisodes)
- 2012-2014 : Borgia : Alfonso d'Este (Andrew Hawley) (2e voix)
- 2012-2015 : Mad Men : Glen Bishop (Marten Holden Weiner) (2e voix, saisons 5 à 7)
- 2013 : Touch : William Norburg (David Hoflin (en)) (saison 2)
- 2013 : Boardwalk Empire : Flitch (Shane Nepveu) (saison 4, épisodes 3 et 4)
- 2013 : Drop Dead Diva : Nick Jenson (Cody Sulek) (saison 5, épisode 4)
- 2013 : Siberia : Daniel (Daniel Sutton) (11 épisodes)
- 2013-2015 : Journal d'une ado hors norme : Archie (Dan Cohen) (16 épisodes)
- 2013-2015 : Nowhere Boys : Andrew « Andy » Lau (Joel Lok (en)) (23 épisodes)
- 2013-2016 : Bates Motel : Gunner (Keenan Tracey (de)) (12 épisodes)
- 2013-2019 : Ray Donovan : Conor Donovan (Devon Bagby (it)) (72 épisodes)
- 2015 : Tyrant : Munir Al-Yasbek (Nathan Clarke (en)) (saison 2)
- 2015 : Younger : Roman (Jake Choi (en)) (saison 1)
- 2015 : Glee : Mason McCarthy (Billy Lewis Jr) (saison 6)
- 2015 : The Americans : Hans (Peter Mark Kendall (en)) (14 épisodes)
- 2015-2016 : Brooklyn Nine-Nine : Milo (Gabe Delahaye) (saison 2, épisode 21), Bobby (Benjamin Royer) (saison 2, épisode 22) et Sam Malone (Adrian Moreira-Behrens) (saison 3, épisode 7)
- 2015-2017 : Bloodline : Nolan Rayburn (Owen Teague) (23 épisodes)
- 2016 : La Fête à la maison : 20 Ans après : Alex Katsopolis (Dylan Tuomy-Wilhoit) (saison 1, épisode 1 et saison 2, épisode 6)
- 2016 : Legends of Tomorrow : Mick Rory jeune (Mitchell Kummen) (saison 1, épisode 12)
- 2016-2017 : The Get Down : Ezekiel « Zeke » Figuero (Justice Smith) (11 épisodes)
- 2016-2019 : Speechless : Justin Chang (Lance Lim) (4 épisodes)
- 2017-2018 : I'm Dying Up Here : Eddie Zeidel (Michael Angarano) (20 épisodes)
- 2017-2018 : Les Feux de l'amour : Scott Grainger (Daniel Hall) (117 épisodes)
- 2017-2019 : Poldark : Drake Carne (Harry Richardson) (25 épisodes)
- 2017-2021 : Atypical : Sam Gardner (Keir Gilchrist) (29 épisodes)
- 2018 : Everything Sucks! : Scott Pocket (Connor Muhl) (6 épisodes)
- 2018 : Major Crimes : Dylan Baxter (Will Attenborough) (saison 6, épisode 12)
- 2018 : The Innocents : Harry Polk (Percelle Ascott) (8 épisodes)
- 2018 : Best.Worst.Weekend.Ever (en) : Patches (Curran Walters) (épisodes 1 et 3)
- 2018-2019 : For the People : Jay Simmons (Wesam Keesh (en)) (20 épisodes)
- 2018-2019 : Killjoys : Jaq (Jaeden Noel) (10 épisodes)
- 2018-2020 : Les Nouvelles Aventures de Sabrina : Harvey Kinkle (Ross Lynch) (36 épisodes)
- 2018-2020 : Baby : Brando De Santis (Mirko Trovatto) (18 épisodes)
- 2019 : Mrs. Fletcher : Zach (Cameron Boyce) (mini-série)
- 2019 : Apache : La vie de Carlos Tévez (es) : Jorge dit « Pinto » (Fernando Contigiani García) (mini-série)
- 2019 : Carnival Row : Quill (Scott Reid) (7 épisodes)
- 2019 : The Society : Campbell Eliot (Toby Wallace) (10 épisodes)
- 2019 : Northern Rescue (en) : Trevor (André Dae Kim (en)) (4 épisodes)
- 2019 : Preacher : Hoover 2 (Aleks Mikić) (saison 4)
- 2019 : Les Secrets de Noël (de) : Anton jeune (Ludwig Senger) (mini-série)
- 2019 : Dollface : Steve (Michael Angarano) (saison 1, épisode 5)
- 2019 : Shame (en) : Andy (Alex Cusack) (mini-série)
- 2019-2021 : Another Life : Oliver Sokolov (Alex Ozerov (en)) (11 épisodes)
- 2019-2022 : After Life : James (Ethan Lawrence (en)) (14 épisodes)
- 2019-2023 : Sex Education : Jackson Marchetti (Kedar Williams-Stirling) (25 épisodes)
- depuis 2019 : Hudson et Rex : Jesse Mills (Justin Kelly)
- 2020 : Spinning Out : Drew et Reid Davis (Jamie et Jon Champagne) (7 épisodes)
- depuis 2020 : Blood and Water : Wade Daniels (Dillon Windvogel)
- 2021 : La Country-Sitter (en) : Brody (Jamie Martin Mann) (10 épisodes)
- 2021 : The Billion Dollar Code : Carsten Schlüter jeune (Leonard Scheicher) (mini-série)
- 2021 : Moi, Christiane F. : Benno (Michelangelo Fortuzzi) (mini-série)
- 2021 : David Makes Man : Poncho (Ricardo Alzetta) (saison 2, épisode 2)
- 2021-2022 : Qui a tué Sara ? : Elroy jeune (Marco Zapata) (19 épisodes)
- 2022 : Le Dernier Bus : Tom (Daniel Frogson) (10 épisodes)
- 2022 : Ag3nda : Tancredi (Tancredi (de)) (saison 1, épisodes 7 et 13)
- 2022 : Glitch (en) : Lee Si-kook (Lee Dong-hwi (en))
- 2022 : The Righteous Gemstones : Junior Marsh jeune (Tommy Nelson (en)) (saison 2, épisode 1)
- 2022 : Minx : David Hockney (Laurence Fuller) (saison 1, épisode 7)
- 2022 : L'Été à Cielo Grande : Noda (Agustín Pardella)
- 2022 : Players (en) : Nightfall (Youngbin Chung)
- 2022-2025 : 1923 : Dennis (Caleb Martin) (13 épisodes)
- 2023 : Le Pouvoir : Ryan (Nico Hiraga)
- 2023 : Faux-semblants : ? (?) (mini-série)
- 2023 : La Cité invisible : Honorato (Igor Pedroso) (saison 2)
- 2023 : Mask Girl (en) : Handsome Monk (Park Keun-rok)
- 2023 : Erin et Aaron : Stache (Cody Veith)
- 2023 : Yu Yu Hakusho : Hiei (Kanata Hongō)
- 2024 : AlRawabi School for Girls : Ali (Laith Abweh) (saison 2)
- 2024 : Parasyte: The Grey : Shim Kyu-min (Lee Yo Seob)
- 2024 : Maxton Hall : Le monde qui nous sépare : Kieran Rutherford (Frederic Balonier)
- 2024 : Docteur Odyssey : Werewolf (Bryan Scamman) (épisode 5)
- 2025 : The Bondsman : Cade Halloran (Maxwell Jenkins) (mini-série)
- 2025 : Mercredi : le tueur aux poupées (Haley Joel Osment) (saison 2, épisode 1)

#### Séries d'animation
- 1996-1997 : Donkey Kong Country : Diddy Kong (1re voix, saison 1)
- 1997 : Gargoyles, les anges de la nuit : Matthieu (épisode 72)
- 1997 : Le Bus magique : Carlos (2e voix, saison 4)
- 1998 : Animaniacs : Scooter (épisode 74)
- 1998-2000 : Jay Jay le petit avion : Snuffy (vert)
- 1998-2001 : Hé Arnold ! : Arnold (1re voix)
- 1999-2000 : Sabrina : Harvey Kinkle
- 2001-2002[n 1] : Digimon Tamers : Kenta Kitagawa
- 2002[n 2] : Ghost in the Shell: Stand Alone Complex : Kuroka (épisode 11)
- 2003-2004[n 3] : Fullmetal Alchemist : Envy
- 2003-2006 : Sonic X : Chris
- 2003-2006 : Les Sauvetout : Winston, Terrell
- 2003-2006 : Charlotte aux fraises : Mirtillon
- 2004 : Ragnarök the Animation : Roan
- 2004 : Moi Willy, fils de rock star : Jason (saison 2, épisode 3)
- 2004-2006 : Teen Titans : Les Jeunes Titans : Changelin
- 2004-2007 : Danny Fantôme : Dash Baxter, le Fantôme des cartons, Freakshow (2e voix, saison 2), Vortex, Sidney Poindexter
- 2004-2008 : Le Monde de Todd : Todd
- 2005-2007 : Bravo Gudule : Cheb (création de voix)
- 2005-2010 : Foot 2 rue : Sébastien « Tag » Tagano (création de voix)
- 2006 : Chasseurs de dragons : Toby (création de voix)
- 2006 : Merci Gudule : Cheb (création de voix)
- 2007 : Tak et le Pouvoir de Juju : Tak
- 2007 : Kung-foot : Frank (création de voix)
- 2007 : Team Galaxy : Omni (saison 2, épisodes 24, 25 et 26)
- 2008 : Le Club des Cinq : Nouvelles Enquêtes : Max
- 2009 : Les Ailes du dragon, les 5 bannières : Tcheou
- 2009-2011 : Gormiti : Les Seigneurs de la nature : Nick
- 2009-2013 : Angels, l'alliance des anges : Sulfus
- 2010 : Star Wars : The Clone Wars : Korkie Kryze (saison 3, épisode 6)
- 2010 : Le Petit Prince : Nickel (création de voix, épisode La Planète de Jade)
- 2010 : Commandant Clark : Elmer et Tommy
- 2011 : One Piece : Jiro (équipage du Phoenix)
- 2011-2015 : Robocar Poli : Benji et Tounet
- 2012 : Les Nouvelles Aventures de Peter Pan : Synapse (épisode 21)
- 2012 : Monsuno : Six
- 2013 : Saint Seiya Omega : Argo, Güney
- 2013[n 4] : Archer : Sterling Archer jeune (saison 4, épisode 6)
- 2013-2016 : T'choupi à l'école : Mehdi (création de voix)
- 2013-2025 : Teen Titans Go! : Changelin (dialogues)
- 2014-2016[n 5] : Haikyū!! : Yaku Morisuke et Isao Inagaki
- 2014-2015 : Foot 2 rue extrême : Greg (création de voix)
- 2014-2016 : Breadwinners : Beudusse
- 2015 : Dinofroz : Eric (saison 2)
- 2015-2017 : Harvey Beaks : Foo
- 2015-2020 : Thunderbirds : Scott Tracy
- 2015-2020[n 6] : Géo Jet : Lars
- 2016 : Pokémon Générations : N (Natural Harmonia Gropius)
- 2016 : Bob l'éponge : voix additionnelles
- 2016 : Ours pour un et un pour t'ours : l'ours du livre de Grizz (épisode Hibernation), une des canailles
- 2016 : Les Enquêtes de Mirette : ?
- 2016-2018 : Zak Storm, super Pirate : Zak Storm
- 2016-2019 : Les Supers Nanas : Allegro, Benny Benjamin, Junior, Matt Manser et voix additionnelles
- 2017 : LoliRock : Jodan (saison 2, épisode 14)
- 2017 : American Dad! : Ricky (saison 12, épisode 8)
- 2017 : Les Légendaires : voix additionnelles (création de voix)
- 2018[16] : JoJo's Bizarre Adventure : Golden Wind : l'Arnaqueur
- 2018 : F Is for Family : voix additionnelles
- 2018-2020 : Baki : Baki Hanma
- 2018-2024 : Captain Tsubasa : Yūzō Morisaki, Takeshi Kishida et Immel
- 2018-2025 : Craig de la crique : Todd et David
- 2019[16] : Demon Slayer: Kimetsu no Yaiba : Rui
- 2019[16] : Vinland Saga : Ari
- 2019 : Saiki Kusuo no Ψ nan : Le Retour : Metori Saiko
- 2019 : Rocky Kwaterner : Théo
- 2019-2021 : Carmen Sandiego : Zack
- 2020 : The Liberator : Joe Spigliani
- 2020-2025[n 7] : Re:Zero − Re:vivre dans un autre monde à partir de zéro : Lye Batenkaitos[17]
- 2020-2022 : Annie & Pony : Pony
- 2020-2024 : Droners : Oro (création de voix)
- depuis 2020 : Jujutsu Kaisen : Yuji Itadori
- 2021 : Star Wars: Visions : Asu (saison 1, épisode 4)
- 2021-2023 : Baki Hanma : Baki Hanma
- 2021-2024 : Arcane : Mylo
- 2021-2024 : Kamp Koral : Bob la petite éponge : voix additionnelles
- depuis 2021 : Ghost Force : Mike
- depuis 2021 : Charlotte aux fraises : À la conquête de la grande ville : Petit Beignet
- 2022 : Tribe Nine : Haru Shirokane
- 2022 : Patrick Super Star : voix additionnelles
- 2022 : Kaguya-sama: Love is War : Yū Ishigami
- 2022 : Tales of the Jedi : Simu
- 2022 : Romantic Killer : Tsukasa Kazuki
- 2022 : Détective Conan : Apprenti Criminel : Kris Minel
- 2022 : Call of the Night : voix additionnelles
- 2022 : Deepa et Anoop : Raki
- 2023 : Scott Pilgrim prend son envol : Scott Pilgrim[n 8]
- 2023 : My Daemon (en) : Iori Kusanagi et Sawatari
- 2023 : L'École des licornes : Rory
- 2023 : Hero Inside : Nick
- 2023 : Hell's Paradise : Tōma
- 2023-2024 : Mashle : Finn
- 2024 : Blue Box : Ryōsuke Nishida
- 2024 : Re:Monster : le chef de l'armée elfe
- 2025 : Sakamoto Days : Apart
- 2025 : Ishura : Rosclay (saison 2)
- 2025 : Wind Breaker : Tasuku Tsubakino (saison 2)

### Jeux vidéo
- 1999 : Hot Wheels Turbo Racing : voix additionnelles
- 2003 : SSX 3 : voix additionnelles
- 2005 : King Kong : Jimmy
- 2007 : Thrillville : Le Parc en folie : ?
- 2007 : Harry Potter et l'Ordre du Phénix : Ernie McMillan, Terry Boot
- 2007 : Transformers : Le Jeu : Sam Witwicky[18]
- 2008 : Fallout 3 : voix additionnelles
- 2009 : Skate 2 : voix additionnelles
- 2009 : Transformers : La Revanche : Sam Witwicky[18]
- 2010 : Skate 3 : voix additionnelles
- 2011 : Sonic Generations : Silver
- 2011 : Star Wars: The Old Republic : voix additionnelles
- 2011 : Inazuma Eleven Strikers : Thomas Feldt, Neil Turner, Dave Quamgire
- 2011 : Inazuma Eleven GO : Sol Daystar, Njord Snio
- 2012 : Rhythm Thief & les Mystères de Paris : Raphaël/Fantôme R
- 2012 : Professeur Layton et le Masque des miracles : Randall Ascott
- 2012 : Ben 10: Omniverse : Ben Tennyson
- 2013 : Dead Space 3 : le soldat Tim Cauffman
- 2013 : Lego City Undercover : un policier
- 2013 : Batman : Arkham Origins : Anarky
- 2013 : Mario et Sonic aux Jeux olympiques d'hiver de Sotchi 2014 : Silver
- 2014 : La Terre du Milieu : L'Ombre du Mordor : Dirhael
- 2014 : Sunset Overdrive : voix additionnelles
- 2015 : Lego Dimensions : Langdon Shaw, voix additionnelles
- 2015 : "Call of Duty Black Ops 3" : Docteur Youssef Salim
- 2016 : Mario et Sonic aux Jeux olympiques de Rio 2016 : Silver
- 2017 : The Legend of Zelda : Breath of the Wild : Revali
- 2017 : Sonic Forces : Silver
- 2017 : Star Wars Battlefront II : Anakin Skywalker
- 2018 : Kingdom Come: Deliverance : le seigneur Hans Capon
- 2018 : Jurassic World Evolution : Isaac Clement
- 2018 : Yo-kai Watch Blasters : ?
- 2019 : Mario et Sonic aux Jeux olympiques de Tokyo 2020 : Silver
- 2019 : Team Sonic Racing : Silver
- 2020 : Watch Dogs: Legion : voix additionnelles
- 2020 : Hyrule Warriors : L'Ère du Fléau : Revali et un guerrier Zora
- 2020 : Call of Duty: Black Ops Cold War : Stone
- 2020 : Legends of Runeterra : Élève du Kinkou
- 2020 : Marvel's Avengers : voix additionnelles
- 2020 : Resident Evil 3 : voix additionnelles
- 2021 : "Jurassic World Evolution 2" : Isaac clement
- 2022 : Lost Ark : voix additionnelles
- 2023 : Hogwarts Legacy : L'Héritage de Poudlard : Cillian Hawksworth
- 2023 : The Legend of Zelda: Tears of the Kingdom : le sage du Vent du passé
- 2023 : Final Fantasy XVI : Joshua « Margrace » Rosfield
- 2024 : Sonic X Shadow Generations (en) : Silver
- 2024 : Batman: Arkham Shadow (en) : Hobbs, Bullard, Anarky et Harvey Dent jeune
- 2025 : Kingdom Come: Deliverance II : le seigneur Hans Capon
- 2025 : Mafia: The Old Country : Gaetano

### Direction artistique
- 2024 : Baki Hanma vs Kengan Ashura (avec Grégory Laisné)
- 2025 : Moonrise (en)

## Voix off
- 2013-2019 : Ludo (France 3)